# Saint-Luc (Eure)
Saint-Luc és un municipi francès situat al departament de l'Eure i a la regió de Normandia. L'any 2007 tenia 248 habitants.

## Demografia

### Població
El 2007 la població de fet de Saint-Luc era de 248 persones. Hi havia 97 famílies de les quals 16 eren unipersonals (8 homes vivint sols i 8 dones vivint soles), 32 parelles sense fills, 41 parelles amb fills i 8 famílies monoparentals amb fills.
La població ha evolucionat segons el següent gràfic:
Habitants censats

### Habitatges
El 2007 hi havia 104 habitatges, 98 eren l'habitatge principal de la família, 3 eren segones residències i 3 estaven desocupats. Tots els 103 habitatges eren cases. Dels 98 habitatges principals, 96 estaven ocupats pels seus propietaris i 2 estaven llogats i ocupats pels llogaters; 4 tenien dues cambres, 3 en tenien tres, 26 en tenien quatre i 65 en tenien cinc o més. 80 habitatges disposaven pel capbaix d'una plaça de pàrquing. A 37 habitatges hi havia un automòbil i a 62 n'hi havia dos o més.

### Piràmide de població
La piràmide de població per edats i sexe el 2009 era:
| Homes | Edats   | Dones |
| ----- | ------- | ----- |
| 0     | 95 o +  | 0     |
| 0     | 90 a 94 | 0     |
| 0     | 85 a 89 | 0     |
| 0     | 80 a 84 | 4     |
| 0     | 75 a 79 | 0     |
| 0     | 70 a 74 | 4     |
| 0     | 65 a 69 | 4     |
| 4     | 60 a 64 | 0     |
| 12    | 55 a 59 | 0     |
| 12    | 50 a 54 | 16    |
| 12    | 45 a 49 | 16    |
| 16    | 40 a 44 | 8     |
| 8     | 35 a 39 | 16    |
| 0     | 30 a 34 | 4     |
| 12    | 25 a 29 | 12    |
| 4     | 20 a 24 | 4     |
| 8     | 15 a 19 | 12    |
| 8     | 10 a 14 | 8     |
| 0     | 5 a 9   | 12    |
| 4     | 0 a 4   | 0     |

## Economia
El 2007 la població en edat de treballar era de 176 persones, 125 eren actives i 51 eren inactives. De les 125 persones actives 120 estaven ocupades (54 homes i 66 dones) i 5 estaven aturades (3 homes i 2 dones). De les 51 persones inactives 32 estaven jubilades, 10 estaven estudiant i 9 estaven classificades com a «altres inactius».

### Ingressos
El 2009 a Saint-Luc hi havia 96 unitats fiscals que integraven 253,5 persones, la mediana anual d'ingressos fiscals per persona era de 22.321 €.

### Activitats econòmiques
Dels 4 establiments que hi havia el 2007, 1 era d'una empresa extractiva, 1 d'una empresa de comerç i reparació d'automòbils, 1 d'una empresa de transport i 1 d'una empresa de serveis.
L'any 2000 a Saint-Luc hi havia 6 explotacions agrícoles que ocupaven un total de 264 hectàrees.

## Poblacions més properes
El següent diagrama mostra les poblacions més properes.